# It's Beautiful Now
It's Beautiful Now (en hangul, 현재는 아름다워; romanización revisada, Hyeonjaeneun Areumdawo) es una serie de televisión surcoreana transmitida desde el 2 de abril de 2022 a través de KBS2.

## Sinopsis
La serie describe la historia de la familia Lee, cuyo patriarca es Lee Kyung-cheol, el abuelo. Su hijo Lee Min-ho y su esposa Han Kyung-ae tienen 3 hijos que son reacios a casarse, por lo que los ancianos declaran que le darán un apartamento al hijo que se casa dentro de los 6 primeros meses.

## Reparto

### Personajes principales
- Yoon Shi-yoon como Lee Hyun-jae, un abogado de divorcios con una alta tasa de ganancias debido a su lógica elocuencia. No está particularmente interesado en las citas o el matrimonio, ya que está ocupado, pero todo cambia cuando conoce a Hyun Mi-rae.[6]
- Bae Da-bin como Hyun Mi-rae, una compradora personal para VIP, que solicita la anulación de su matrimonio alegando que se casó de manera fraudulenta.[7][8]
- Oh Min-suk como Lee Yoon-jae, un dentista y el hermano mayor de Lee Hyun-jae y Soo-jae.
- Shin Dong-mi como Shim Hae-jun, una abogada que esta enamorada de Lee Yoon-jae.
- Seo Bum-jun como Lee Soo-jae, un servidor público y el hermano menor de Lee Hyun-jae y Yoon-jae. Tiene un fuerte narcisismo positivo y trabaja a tiempo parcial cargando y descargando en un servicio de paquetería. Conoce a Na Yoo-na en su trabajo de medio tiempo.
- Choi Ye-bin como Na Yoo-na, una joven que sueña con convertirse en pastelera. Trabaja duro en una academia de panadería y también trabaja a tiempo parcial como mensajera.[9]

### Personajes secundarios

#### Familia Lee
- Park In-hwan como Lee Kyung-cheol, el patriarca de la familia Lee. Trabajó duro como vendedor de productos frescos.[10]
  - Ji Seung-hyun como Kyung-cheol de adulto joven.
- Park Sang-won como Lee Min-ho, el hijo de Lee Kyung-cheol y esposo de Han Kyung-ae. Es subdirector de una escuela secundaria.
- Kim Hye-ok como Han Kyung-ae, la esposa de Lee Min-ho y madre de Lee Hyun-jae, Yoon-jae y Soo-jae.
- Sunwoo Yong-nyeo como Lee Kyung-soon, la hermana de Lee Kyung-cheol y hermana menor de Lee Kyung-cheol. Emigró a los Estados Unidos pero quebró y regresó a vivir con su hermano.
- Jung Heung-chae como Choi Man-ri, el hijo de Lee Kyung-soon.
- Kim Ye-ryeong como Yoo Hye-yeong, la esposa de Choi Man-ri y madre de Choi Sung-soo.[11]
- Cha Yeob como Choi Sung-soo, el hijo de Choi Man-ri y Yoo Hye-yeong.
- Hyun Jyu-ni como Lee So-ra, la esposa de Choi Sung-soo y prima de Lee Yoon-jae. Trabaja como asistente de enfermería en el hospital de Yoon-ji. So-ra se casó a los 20 años y tiene tres hijos.
- Kim Hyo-kyung como Choi Ha-neul, la hija mayor de Choi Sung-woo y Lee So-ra.
- Im Ye-jin como Choi Ba-da, la segunda hija de Choi Sung-woo y Lee So-ra.
- Kim So-min como Choi Hae, el hijo menor de Choi Sung-woo y Lee So-ra.

#### Familiares de Hyun Mi-rae
- Ban Hyo-jung como Yoon Jung-ja, una exitosa restauradora, todo lo que tocaba se convertía en dinero.
- Byun Woo-min como Hyun Jin-heon, el hijo de Yoon Jung-ja y dueño de una franquicia de Gimbap. Está enamorado de su esposa Jin Su-jung.
- Park Ji-young como Jin Soo-jung, la esposa de Hyun Jin-heon y madre de Hyun Mi-rae y Jung-hoo.
- Kim Kang-min como Hyun Jung-hoo, el hijo de Jin Su-jung y hermano menor de Hyun Mi-rae. Trabaja como gerente general de la tienda de Gimbap. Está enamorado de Na Yoo-na.

#### Familiares de Na Yoo-na
- Hong Yo-seob como Na Seok-man, el padre de Na Yoo-na.
- Song Ok-sook como Sok Sook-suk, la madre de Na Yoo-na.

### Otros personajes
- Lee Joo-shil como Jung Mi-young, la madre de Jin Soo-jung.
- Lee Jung-joon como el joven dueño del gimnasio (Ep. 2, 6).

### Apariciones especiales
- Bae Geu-rin como So Young-eun, la exnovia de Lee Hyun-jae, después de romper con él, se casó con el hijo de un semi millonario. 10 años después, los dos se reúnen como abogados y clientes de divorcio.[12]
- Woo Hyun como un judicial.
- Kim Ji-min como la demandante que solicita el divorcio.
- Lee Hyun-jin como Park Joon-hyung, una parte en la demanda para anular el matrimonio.
- Bae Woo-hee.[13]
- Ji Seung-hyun como Lee Kyung-cheol de adulto joven. Un hombre quien después de perder a su hija, tiene la oportunidad de adoptar a Lee Min-ho.[14]

## Episodios
La serie consta de cincuenta episodios que se estrenaron en KBS2 el 2 de abril de 2022, transmitiendo sus episodios todos los sábados y domingos a las 19:55 en el huso horario de Corea (KST).

### Índice de audiencia
| Episodio | Fecha de emisión    | Participación promedio de audiencia | Participación promedio de audiencia | Participación promedio de audiencia |
| Episodio | Fecha de emisión    | Nielsen Korea                       | Nielsen Korea                       | TNmS                                |
| Episodio | Fecha de emisión    | Nacional                            | Seúl                                | Nacional                            |
| -------- | ------------------- | ----------------------------------- | ----------------------------------- | ----------------------------------- |
| 1        | 2 de abril de 2022  | 24.5 % (1.ª)                        | 22.8 % (1.ª)                        | N/A                                 |
| 2        | 3 de abril de 2022  | 24.6 % (1.ª)                        | 23.4 % (1.ª)                        | 20.7 % (1.ª)                        |
| 3        | 9 de abril de 2022  | 22.8 % (1.ª)                        | 20.7 % (1.ª)                        |                                     |
| 4        | 10 de abril de 2022 | 25.3 % (1.ª)                        | 24.2 % (1.ª)                        |                                     |
| 5        | 16 de abril de 2022 | [ 22 ]                              |                                     |                                     |
| 6        | 17 de abril de 2022 | [ 23 ]                              |                                     |                                     |
| 7        | 23 de abril de 2022 | [ 24 ]                              |                                     |                                     |
| 8        | 24 de abril de 2022 | [ 25 ]                              |                                     |                                     |
| 9        | 30 de abril de 2022 |                                     |                                     |                                     |
| 10       | 1 de mayo de 2022   |                                     |                                     |                                     |
| 11       | 2022                |                                     |                                     |                                     |
| 12       | 2022                |                                     |                                     |                                     |
| 13       | 2022                |                                     |                                     |                                     |
| 14       | 2022                |                                     |                                     |                                     |
| 15       | 2022                |                                     |                                     |                                     |
| 16       | 2022                |                                     |                                     |                                     |
| 17       | 2022                |                                     |                                     |                                     |
| 18       | 2022                |                                     |                                     |                                     |
| 19       | 2022                |                                     |                                     |                                     |
| 20       | 2022                |                                     |                                     |                                     |
| 21       | 2022                |                                     |                                     |                                     |
| 22       | 2022                |                                     |                                     |                                     |
| 23       | 2022                |                                     |                                     |                                     |
| 24       | 2022                |                                     |                                     |                                     |
| 25       | 2022                |                                     |                                     |                                     |
| 26       | 2022                |                                     |                                     |                                     |
| 27       | 2022                |                                     |                                     |                                     |
| 28       | 2022                |                                     |                                     |                                     |
| 29       | 2022                |                                     |                                     |                                     |
| 30       | 2022                |                                     |                                     |                                     |
| 31       | 2022                |                                     |                                     |                                     |
| 32       | 2022                |                                     |                                     |                                     |
| 33       | 2022                |                                     |                                     |                                     |
| 34       | 2022                |                                     |                                     |                                     |
| 35       | 2022                |                                     |                                     |                                     |
| 36       | 2022                |                                     |                                     |                                     |
| 37       | 2022                |                                     |                                     |                                     |
| 38       | 2022                |                                     |                                     |                                     |
| 39       | 2022                |                                     |                                     |                                     |
| 40       | 2022                |                                     |                                     |                                     |
| 41       | 2022                |                                     |                                     |                                     |
| 42       | 2022                |                                     |                                     |                                     |
| 43       | 2022                |                                     |                                     |                                     |
| 44       | 2022                |                                     |                                     |                                     |
| 45       | 2022                |                                     |                                     |                                     |
| 46       | 2022                |                                     |                                     |                                     |
| 47       | 2022                |                                     |                                     |                                     |
| 48       | 2022                |                                     |                                     |                                     |
| 49       | 2022                |                                     |                                     |                                     |
| 50       | 2022                |                                     |                                     |                                     |
| Promedio | Promedio            | -                                   | -                                   | -                                   |

## Producción
El 26 de agosto de 2021 se reveló que el actor Yoon Shi-yoon estaba en pláticas para unirse al elenco principal de la serie.
El 11 de marzo de 2022, se publicaron fotos del sitio donde se realizó la lectura del guion.

### Recepción
El 5 de abril de 2022, Good Data Corporation compartió su nueva clasificación de los dramas y miembros del elenco que generaron más revuelo durante la semana. Las listas se compilaron a partir del análisis de artículos de noticias, publicaciones de blogs, comunidades en línea, videos y publicaciones en redes sociales sobre los dramas que están actualmente al aire o que saldrán al aire próximamente. La serie obtuvo el puesto número 6 en la lista de dramas, más comentados de la semana.
El 19 de abril de 2022, Good Data Corporation compartió su nueva clasificación de los dramas y miembros del elenco que generaron más revuelo durante la semana. Las listas se compilaron a partir del análisis de artículos de noticias, publicaciones de blogs, comunidades en línea, videos y publicaciones en redes sociales sobre los dramas que están actualmente al aire o que saldrán al aire próximamente. La serie obtuvo el puesto número 10 en la lista de dramas, más comentados de la semana.